# Дунайська Стреда (округ)
О́круг Дуна́йська Стре́да (словац. Okres Dunajská Streda) — округ в Трнавському краї, південно-західна Словаччина. Площа округу становить — 1 074,6 км², на якій проживає — 118 607 осіб (31.12.2010). Середня щільність населення становить — 110,4 осіб/км². Адміністративний центр округу — місто Дунайська Стреда, в якому проживає 23 404 мешканці.

## Історія

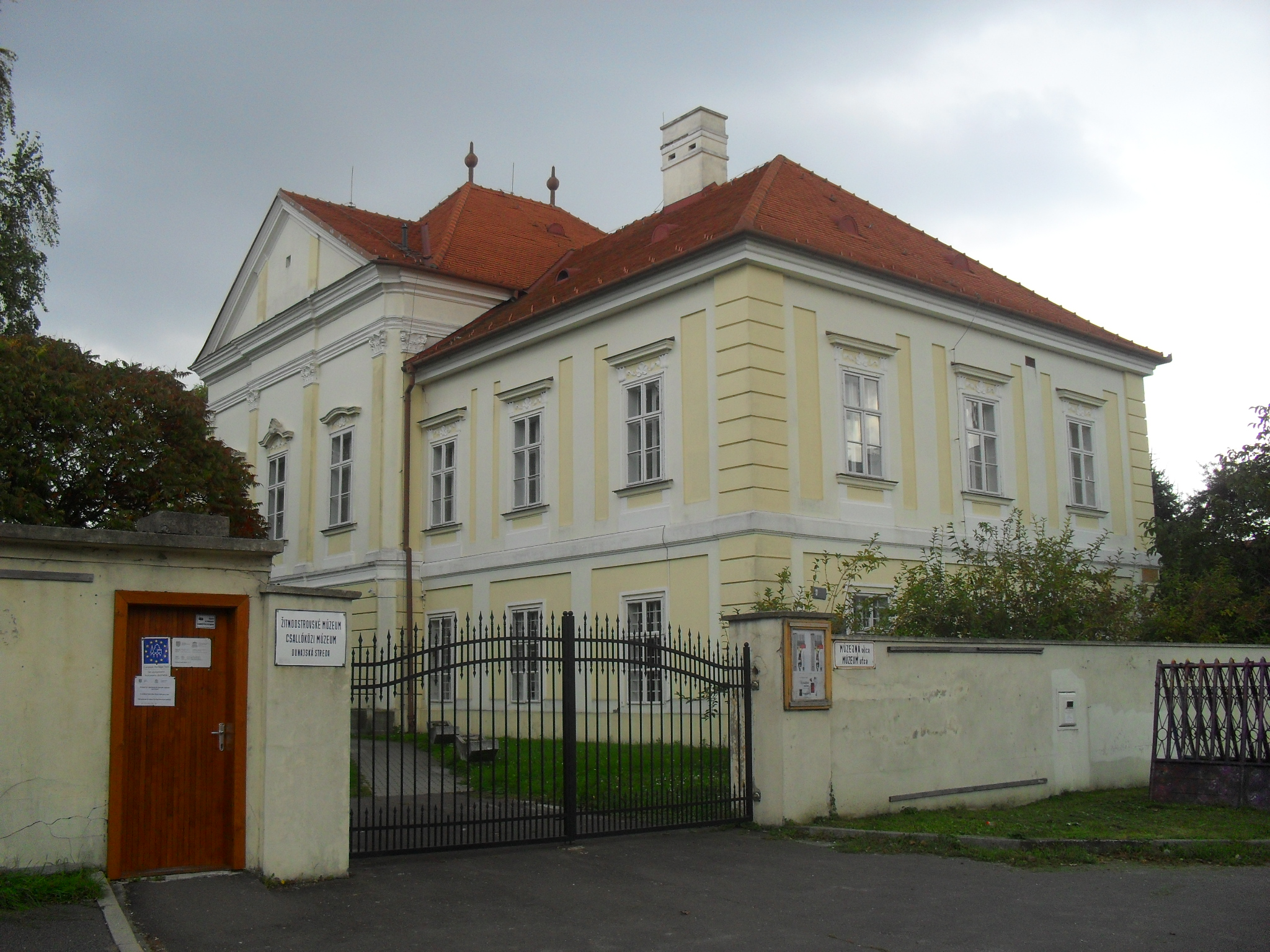
Дунайська Стреда. Музей хліба

До 1918 року округ належав Угорському королівству, а його територія головним чином входила до складу словацької історичної області (комітату) Пожонь (Братислава), за винятком невеликої території на півдні краю, яка входила до складу округу Комарно і земель села Балонь, які входили до складу міста Дьєр. Більшість жителів округу Дунайська Стреда складають етнічні угорці.
В сучасному вигляді округ був утворений 1996 року під час адміністративно-територіальної реформи Словацької Республіки, яка набула чинності 24 липня 1996 року.

## Географія

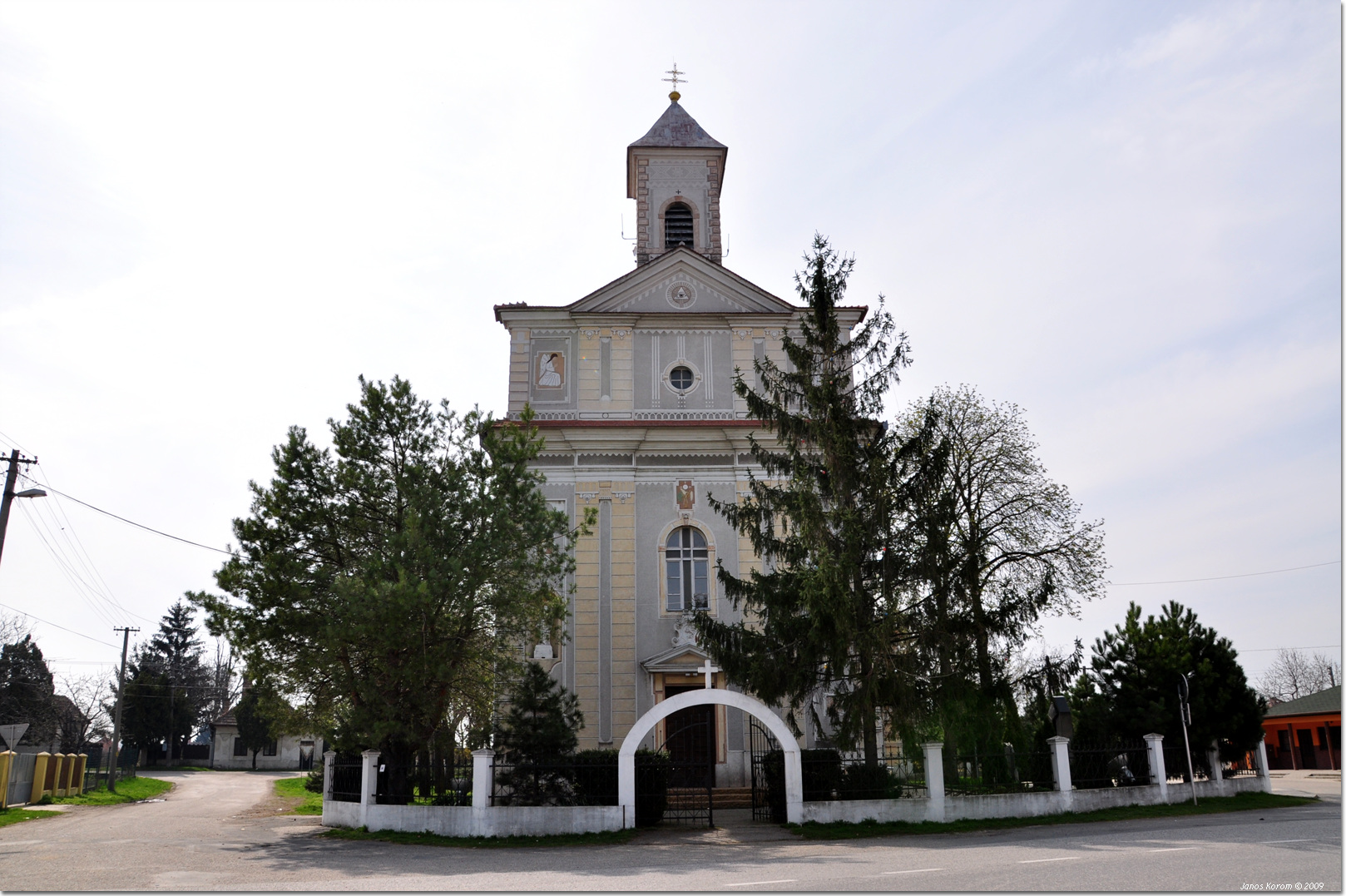
Костел Святих Петра і Павла у Ягодні

Округ розташований в південно-західній Словаччині, є найпівденнішим округом Трнавського краю. Він межує з округами: на північному сході — Ґаланта (Трнавського краю); на південному сході — Комарно (Нітранського краю); на північному заході межує з округами Сенец і Братислава V (Братиславського краю); на південному заході межує із Угорщиною.
Одною із найбільших річок округу є Дунай, яка протікає його південно-західною околицею і відділяє округ від Угорщини — басейн Чорного моря. В окрузі також протікає річка Малий Дунай, права притока Вагу.

## Статистичні дані

### Населення
| Рік:            | 1994.   | 2004.   | 2014.   | 2024.   |
| --------------- | ------- | ------- | ------- | ------- |
| Кількість осіб: | 110 887 | 114 217 | 118 499 | 127 827 |
| Різниця:        |         | +3,00 % | +3,74 % | +7,87 % |

| Рік:            | 2023.   | 2024.   |
| --------------- | ------- | ------- |
| Кількість осіб: | 127 025 | 127 827 |
| Різниця:        |         | +0,63 % |

### Національний склад 2010

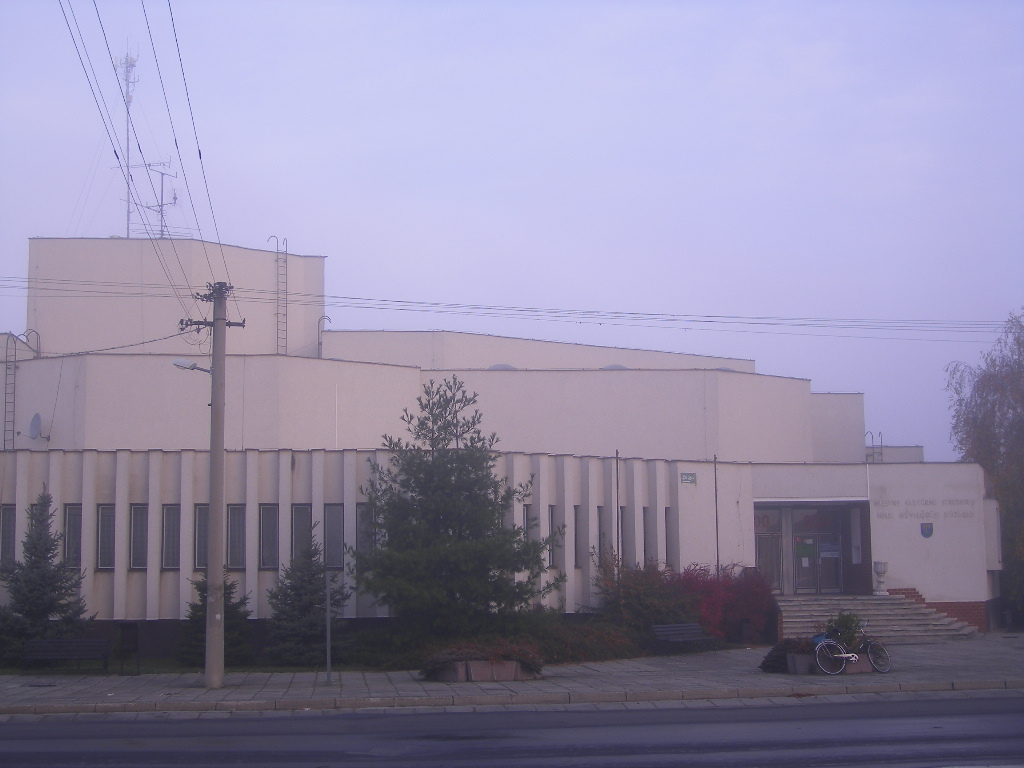
Дім культури у селі Ґабчиково

Національний склад округу, за офіційними даними, є поліетнічним, завдяки тому, що крім словаків, яких тут проживає майже 18 %, в окрузі проживає понад 79 % угорців, це один із двох округів Словаччини де чисельність угорців має значну перевагу. Словаки становлять більшість лише у трьох населених пунктах (Беллова Весь, Гвєздославов і Кветославов). Всі інші національності складають трохи більш як 3 % від усієї кількості населення округу.
Дані по національному складу населення округу Дунайська Стреда на 31 грудня 2010 року:
- угорці — 79,08 %
- словаки — 17,74 %
- роми — 0,91 %
- чехи — 0,65 %
- українці — 0,08 %
- інші національності — 1,55 %

### Конфесійний склад 2001
- католики — 77,8 %
- реформати — 9,5 %
- лютерани — 1,7 %
- інші релігії та атеїсти  — 11,0 %

## Адміністративний поділ

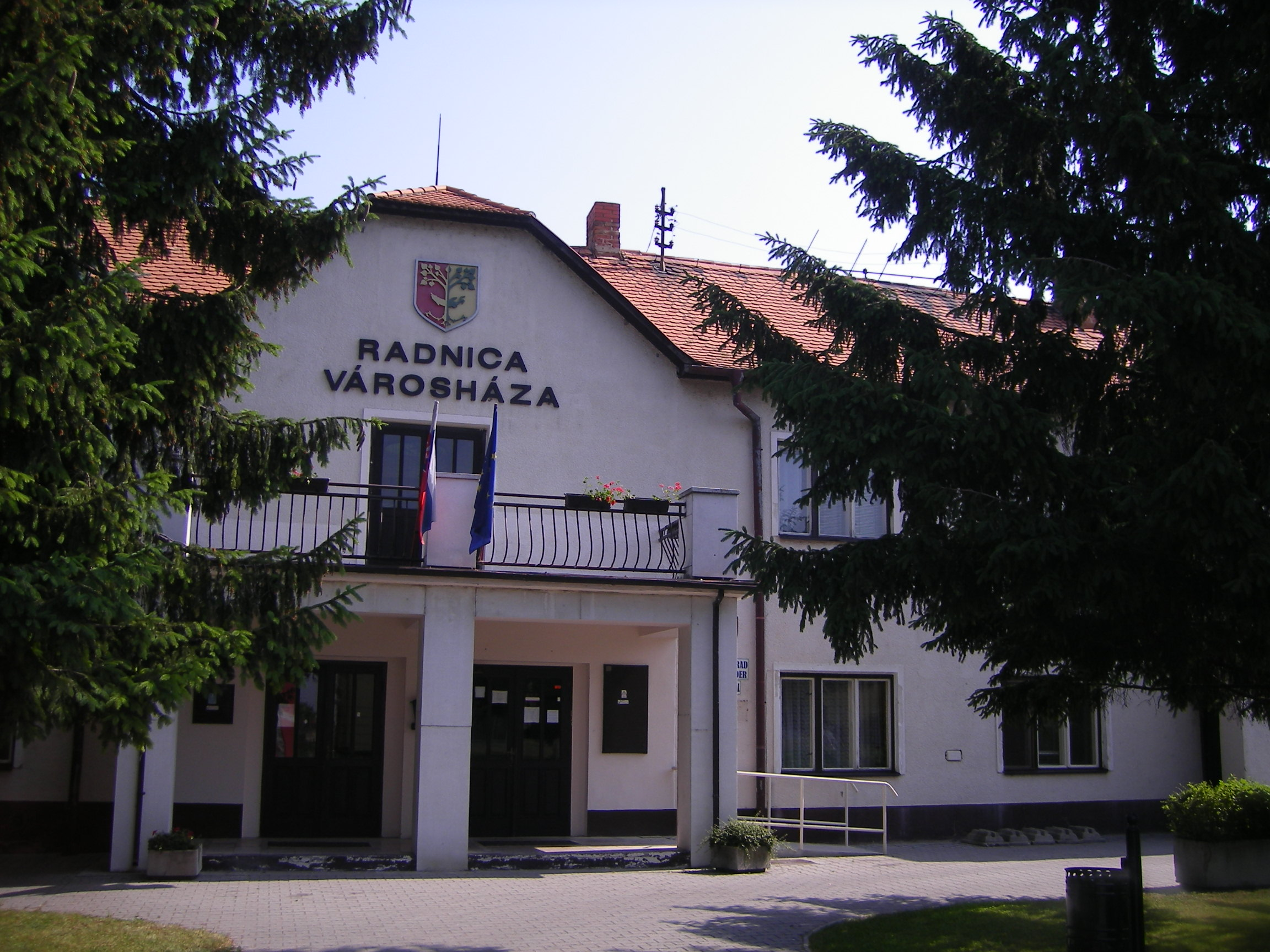
Ратуша в місті Вельки Медер

Округ складається з 67 громад (obec, населених пунктів): 64-х сільських і 3-х міст.

### Міста
- Дунайська Стреда
- Вельки Медер
- Шаморін

### Села
Бака • Балонь • Бач • Беллова Весь • Благова • Блатна-на-Острові • Богельов • Бодики • Велька Пака • Вельке Благово • Вельке Дворніки • Відрани • Войка-над-Дунаєм • Вракунь • Вієска • Ґабчіково • Гвєздославов • Голиці • Горна Потуонь • Горне Мито • Горни Бар • Губиці • Доброгошть • Дольни Бар • Дольний Штал • Дунайський Клатов • Злате Класи • Кветославов • Киселіца • Ключовець • Костольне Крачани • Кральовичови Крачани • Кутніки • Легниці • Луч-на-Острові • Мад • Мале Дворники • Мацов • Медведьов • Міхал-на-Острові • М'єрово • Нови Жівот • Нярад • Огради • Окоч • Ольдза • Орехова Потуонь • Падань • Паташ • Повода • Потуоньське Луки • Роговце • Сап • Топольники • Тргова Градська • Трнавка • Трстена-на-Острові • Чакани • Ченковце • Чилижська Радвань • Штврток-на-Острові • Юрова • Ягодна • Яніки

## Автомагістралі

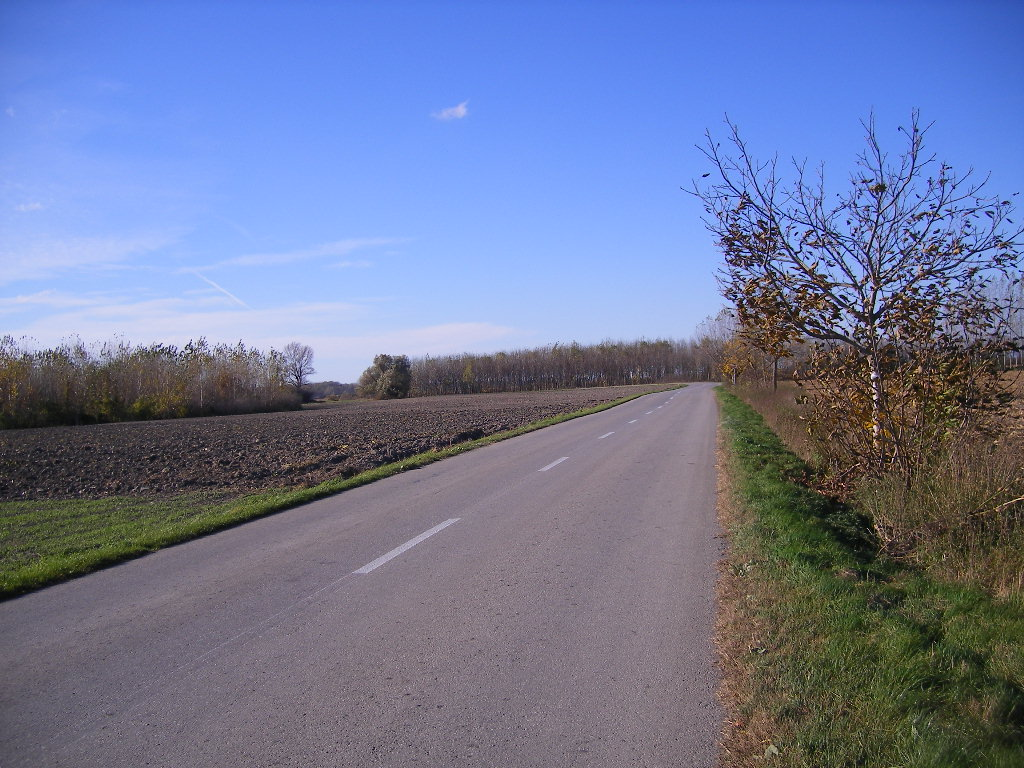
Автошлях в околиці Паташ

На ряду з автомобільними дорогами місцевого значення (II/503, II/506, II/507, II/510, II/561, II/572), територією краю проходить європейська автомагістраль категорії B: E575 за маршрутом: Братислава (Словаччина) — Дьєр (Угорщина), (в межах Словаччини (I/13 — I/63/E575): Братислава — Шаморин — Дунайська Стреда — Вельки Медер)